# Distretto di Akıncılar
Il distretto di Akıncılar (in turco Akıncılar ilçesi) è uno dei distretti della provincia di Sivas, in Turchia.